# Прадравидский язык
Прадравидский язык — гипотетически восстанавливаемый язык-предок дравидийских языков. Согласно ностратической теории, непосредственным предком прадравидского языка является праностратический язык.

## Внешнее родство
Согласно подсчётам С. А. Старостина (проведённым по 110-словному списку), в прадравидском списке Сводеша 16 совпадений с праиндоевропейским, 18 с прауральским, 14 с пракартвельским и 28 с праалтайским.
С. А. Старостин полагал, что прадравидский язык выделился из состава праностратического в 11-м тысячелетии до н. э.

## Лингвистическая характеристика

### Фонетика и фонология

#### Гласные
Гласные прадравидского языка:
|                | Передний ряд | Передний ряд | Средний ряд | Средний ряд | Задний ряд | Задний ряд |
| краткие        | долгие       | краткие      | долгие      | краткие     | долгие     |            |
| -------------- | ------------ | ------------ | ----------- | ----------- | ---------- | ---------- |
| Верхний подъём | i            | ī            |             |             | u          | ū          |
| Средний подъём | e            | ē            |             |             | o          | ō          |
| Нижний подъём  |              |              | a           | ā           |            |            |

#### Согласные
Согласные прадравидского языка:
|             | Губные | Зубные | Альвеолярные | Ретрофлексные | Среднеязычные | Велярные | Глоттальные |
| ----------- | ------ | ------ | ------------ | ------------- | ------------- | -------- | ----------- |
| Носовые     | m      | n      | ṉ            | ṇ             | ñ             | ṅ        |             |
| Взрывные    | p      | t      | ṯ            | ṭ             | c             | k        |             |
| Фрикативные |        |        |              | ẓ             |               |          | (h)         |
| Дрожащие    |        |        | r            | ṟ             |               |          |             |
| Латеральные |        |        | l            | ḷ             |               |          |             |
| Глайды      | v      |        |              |               | y             |          |             |

#### Просодия
Среди учёных нет единого мнения по поводу характера ударения в прадравидском языке.

#### Морфонология
Корень был односложным и отвечал схеме (C)V(C). К нему могли добавляться суффиксы структуры -C(V), -CC(V), -CCC(V)

### Лексика
Лексика прадравидского языка свидетельствует о существовании у прадравидов земледелия, пастбищного скотоводства, гончарного производства, прядения, ткачества, плотничества и плетения корзин.